# Тенерифе-Північний (аеропорт)

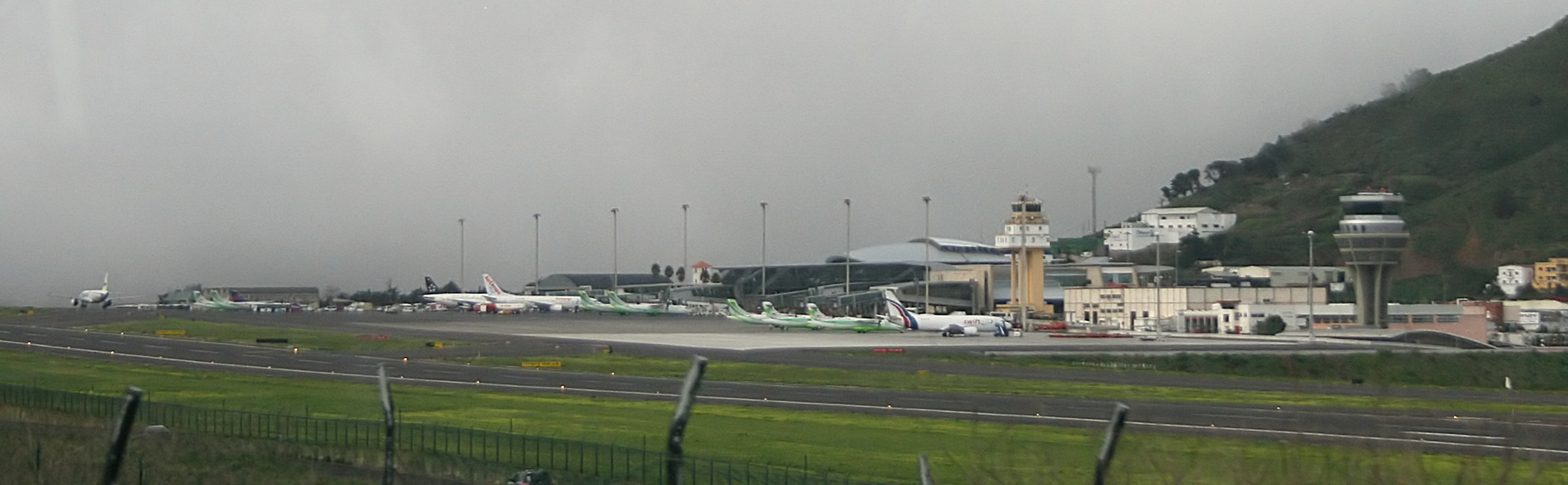
Вид аеропорту

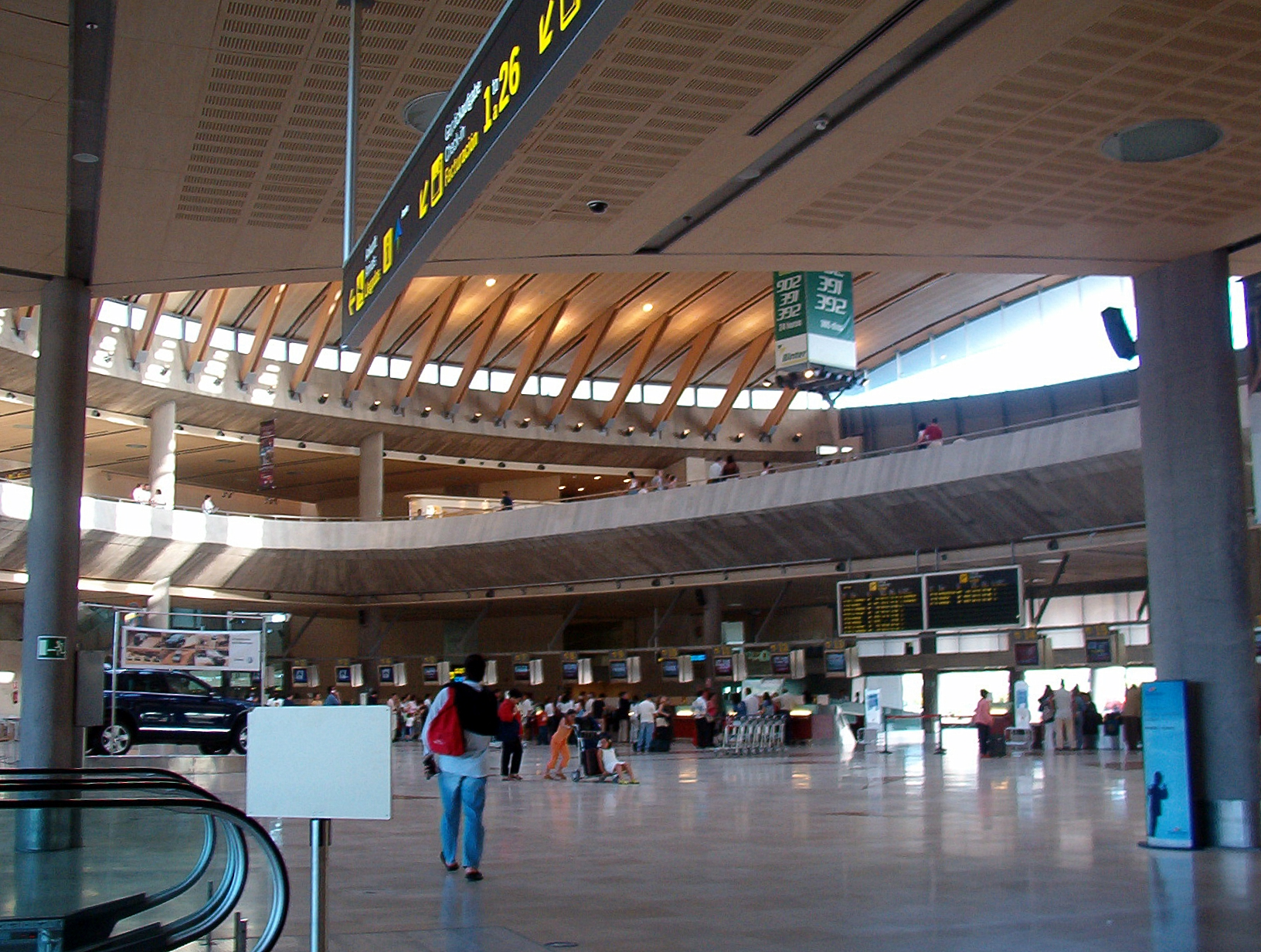
Зал реєстрації

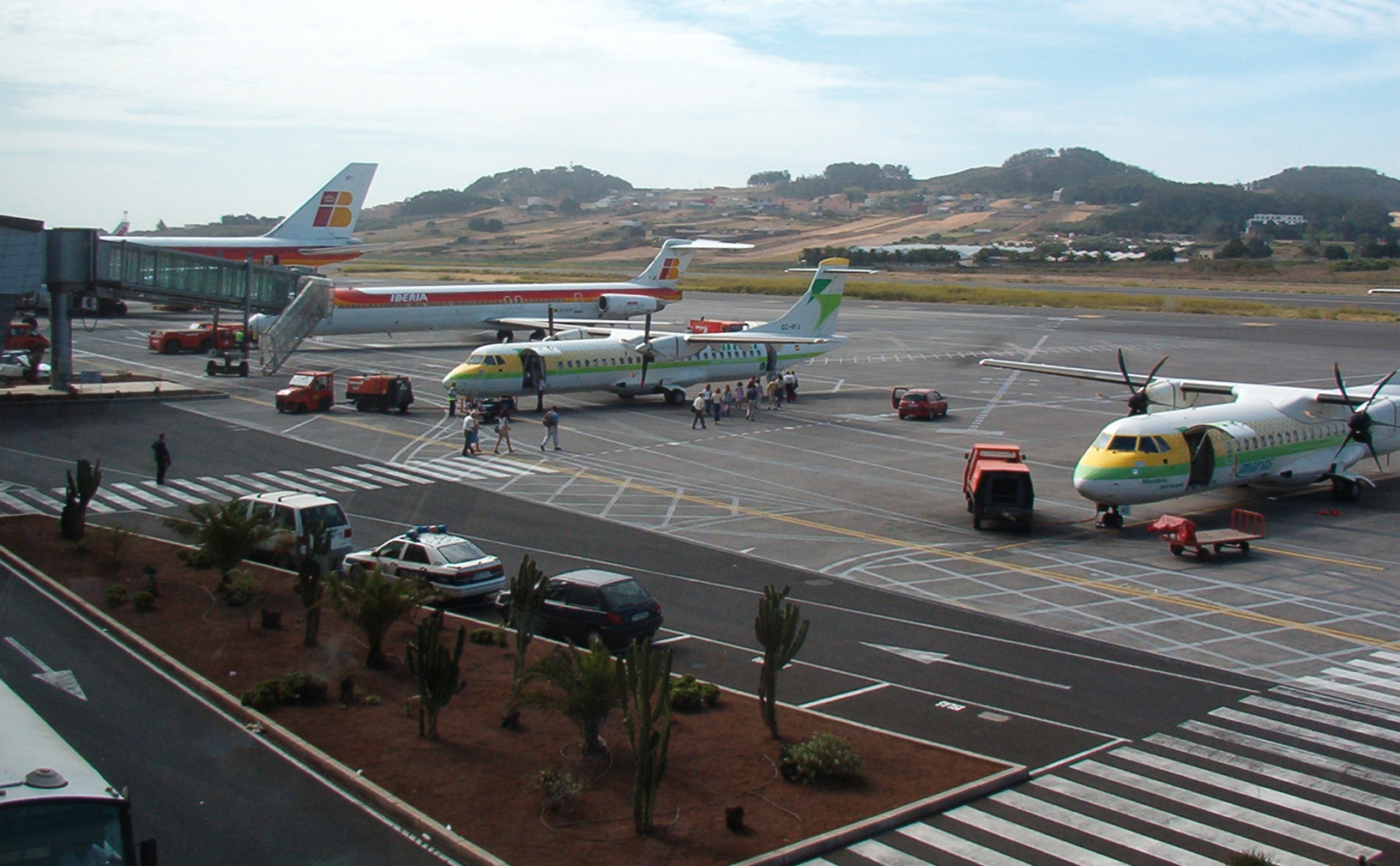
Перон

Аеропорт Тенерифе-Північний (ісп. Aeropuerto de Tenerife Norte, (IATA: TFN, ICAO: GCXO)) — один з двох міжнародних аеропортів на острові Тенерифе, Іспанія. Розташований в Сан-Кристобаль-де-ла-Лагуна, за 11 км від Санта-Крус-де-Тенерифе.

## Авіалінії та напрямки

### Пасажирські
| Авіакомпанія             | Пункт призначення |
| ------------------------ | --- |
| Air Europa               | Барселона, Більбао, Мадрид, Малага, Севілья Сезонний: Аліканте, Сантьяго-де-Компостела |
| Air Europa Express       | Гран-Канарія, Ла-Пальма |
| Alitalia                 | Сезонний: Рим–Ф'юмічіно |
| Binter Canarias          | Дакар, Ієрро, Фуертевентура, Гран-Канарія, Гомера, Ла-Пальма, Лансароте, Лісабон, Марракеш, Пальма-де-Мальорка, Віго Сезонний: Агадір, Мадейра |
| Bulgaria Air             | Сезонний чартер: Софія |
| CanaryFly                | Ієрро, Гран-Канарія, Ла-Пальма, Лансароте |
| Finnair                  | Сезонний: Гельсінкі |
| Iberia Express           | Астурія, Мадрид |
| Iberia Regional          | Сезонний: Памплона, Сантьяго-де-Компостела, Валенсія |
| Norwegian Air Shuttle    | Аліканте, Барселона, Мадрид |
| Plus Ultra Líneas Aéreas | Каракас |
| Royal Air Maroc          | Касабланка |
| Ryanair                  | Барселона, Мадрид |
| Vueling                  | Ла-Пальма (з 6 квітня 2019), Аліканте (з 31 березня 2019), Барселона, Більбао, Гранда (з 1 квітня 2019), Лісабон (з 2 квітня 2019), Малага, Сантьяго-де-Компостела, Севілья, Валенсія (з 1 квітня 2019), Сарагоса (з 31 березня 2019) Сезонний: Сантандер |

### Cargo
| Авіакомпанія | Пункт призначення |
| ------------ | ----------------- |
| Swiftair     | Мадрид            |

## Статистика
|              | Пасажирообіг | Авіатрафік | Вантажообіг (тонн) |
| ------------ | ------------ | ---------- | ------------------ |
| 2000         | 2,411,100    | 48,902     | 22,462             |
| 2001         | 2,511,277    | 49,132     | 21,060             |
| 2002         | 2,486,227    | 48,785     | 21,148             |
| 2003         | 2,919,087    | 53,718     | 23,842             |
| 2004         | 3,368,988    | 56,592     | 23,647             |
| 2005         | 3,754,513    | 60,235     | 22,163             |
| 2006         | 4,025,601    | 65,297     | 23,193             |
| 2007         | 4,125,131    | 65,843     | 25,169             |
| 2008         | 4,236,615    | 67,800     | 20,781             |
| 2009         | 4,054,147    | 62,776     | 18,304             |
| 2010         | 4,051,155    | 61,607     | 15,918             |
| 2011         | 4,095,103    | 62,590     | 15,745             |
| 2012         | 3,717,944    | 55,789     | 14,778             |
| 2013         | 3,524,470    | 49,289     | 13,493             |
| 2014         | 3,633,030    | 52,694     | 13,991             |
| 2015         | 3,815,315    | 53,259     | 12,819             |
| 2016         | 4,219,633    | 55,669     | 12,426             |
| 2017         | 4,704,863    | 61,098     | 13,044             |
| Source: AENA |              |            |                    |